# Спаритис, Ояр
Ояр(с) Спаритис (латыш. Ojārs Spārītis; 28 ноября 1955 года, Приекуле) — советский и латвийский учёный и политик. Хабилитированный доктор искусствоведения (Dr.habil.art.). Профессор (с 1998 года) и президент Академии наук Латвии (с ноября 2012 года по октябрь 2020 года).

## Биография
В 1979 году окончил факультет филологии Латвийского государственного университета. С 1980 года член Союза художников Латвии. В 1987 году окончил отделение истории и теории искусства Латвийской Академии художеств. Профессор (с 28.04.1998) и проректор Академии художеств, руководитель Кафедры истории искусства. Член корреспондент Академии наук Латвии (с 26.11.1999).
С 1981 по 1996 год работал в Латвийском Обществе охраны природы и памятников, был его председателем (1995—1996).
Министр культуры Латвии (декабрь 1995—1996). Исполнительный директор комплекса дома Черноголовых (01.08.1999 — 11.07.2007).
Уполномоченный представитель президента Латвии в латвийской национальной комиссии UNESCO (с 2010 года). Автор 17 монографий, с 1989 года принял участие в более 70 международных конференциях.

## Научные интересы
Активный участник мероприятий научного профиля (Международная конференция «Hanza vakar — Hanza rīt», Рига 1998 г. и др.)

## Политическая деятельность
С 1995 по 1996 год член Крестьянского союза Латвии. В 1995 году при правительстве Андриса Шкеле избран на пост министра Культуры Латвии. Баллотировался в 6-й Сейм Латвии. Председатель Совета по памятникам Рижской думы (2008 год).

## Награды
- Офицер ордена Трёх звёзд (2001)
- Командор ордена Полярной звезды (2001)
- Командор ордена «За заслуги перед Итальянской Республикой» (2004)
- Рыцарь ордена Оранских-Нассау (2006)
- Офицер ордена Леопольда II (2007)
- Рыцарь ордена Белой розы Финляндии (2009)
- Медаль общественной организации «M.C.A. Böckler Mare Balticum» (2001)
- Премия Латвийской Академии наук и АО «Grindeks» (2002)
- Премия Латвийской Академии наук и Рижской думы (2003)

## Монографии и публикации
- Manierisms (R., Zinātne, 1997, 48 lpp.);
- Rīgas Doma vitrāžas (R., Premo, 1997, 104 lpp.);
- Renesanses stilistiskais diapazons vizuālajās mākslās Latvijā XVI—XVII gadsimtā. (R., Nordik, 60 lpp.);
- Latvijas luterāņu dievnamu šodiena. Rīga, Nordik, 1999, 290 lpp.;
- Usmas baznīca Rīgā, Latvijā, pasaulē. (R., Zinātne, 1999, 170 lpp.),
- Bornes baznīca. Rīga, Autora izd., 2000, 60 lpp.;
- Vācieši Latvijā [в соавторстве с Лео Дрибиным]. II часть «Vācu garīgās un materiālās kultūras vērtības Latvijā» Rīga, Elpa, 2000, 86-229. lpp.
- Rīgas pieminekļi un dekoratīvā tēlniecība. Rīga, Nacionālais medicīnas apgāds, 2001, 160 lpp.
- Rīga — Florence. Kultūras paralēles. Rīga, Jumava, 2004. 220 lpp.
- Rīgas arhitektūras astoņi gadsimti Eiropas kultūras spogulī. Rīga, Nacionālais apgāds, 2005, 180 lpp.
- Rīgas pieminekļi un dekoratīvā tēlniecība. Rīga, Nacionālais apgāds, 2007, 194 lpp.